# Ryan (Oklahoma)
Pour les articles homonymes, voir Ryan.
Ryan est une localité américaine, du comté de Jefferson dans l’Oklahoma.
La ville est située au sud de l'état à la frontière avec le Texas.

## Personnalités liées à la commune
- Chuck Norris, né à Ryan en 1940
- Alissya Gerk, né à Ryan en 1994